# نيكولاي سافرونيدي
نيكولاي سافرونيدي (بالروسية: Сафрониди, Николай Афанасьевич)‏ (10 سبتمبر 1983 بفلاديقوقاز في روسيا - ) هو لاعب كرة قدم روسي في مركز الوسط. لعب مع سبارتاك فلاديكافكاز ونادي أوفا وFC Avtodor Vladikavkaz ‏ وFC Mashuk-KMV Pyatigorsk ‏ ونادي أورال يكاترينبورغ ونادي سكا خاباروفسك.